# Panorama City
Panorama City es un barrio de Los Ángeles, California (Estados Unidos), ubicado en el Valle de San Fernando. Tiene una alta densidad de población, con una media de edad generalmente joven. Étnicamente, más de la mitad de su población ha nacido en el extranjero, un porcentaje más alto que el del conjunto de la ciudad de Los Ángeles. Es conocida como la primera comunidad del Valle de San Fernando planificada tras la Segunda Guerra Mundial, cuando se dio una enorme expansión urbana, que convirtió muchas zonas agrícolas del Valle de San Fernando en urbanizaciones. Hoy en día es una mezcla de casas unifamiliares y edificios bajos de apartamentos. Panorama City tiene tres escuelas secundarias, dos centros recreativos, un centro para personas de edad avanzada, dos hospitales y una Cámara de Comercio. Ha sido residencia de varios personajes notables.

## Historia

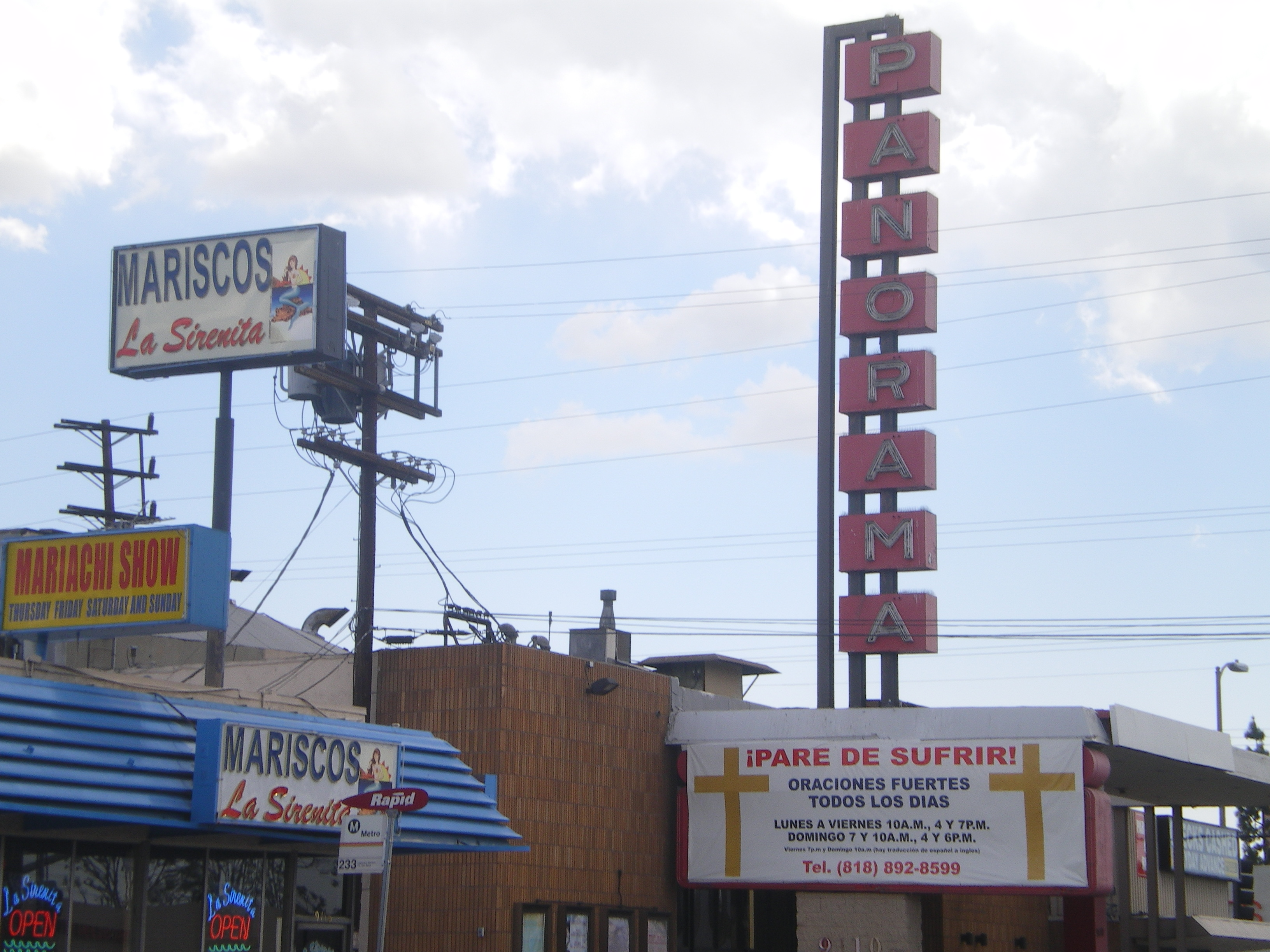
Fotografía del Teatro de Panorama City en el año 2008, que hoy se utiliza como iglesia.

Panorama City es conocida como la primera comunidad planificada del Valle de San Fernando.  En 1948, fue desarrollada por el urbanista Fritz B. Burns y el industrialista Henry J. Káiser. Burns, viendo la tremenda fortuna potencial que podría hacerse cuando un gran número de veteranos de la Segunda Guerra Mundial regresaron a casa y empezaron a formar familias, se juntó con Káiser en 1945 para crear Kaiser Community Homes (Casas Comunitarias de Káiser).
La mayoría de las casas fueron compradas con préstamos emitidos por el FHA o la Ley de Reajustes de los Oficiales de 1944, conocida en inglés como la G.I. Bill. Las casas de la zona fueron vendidas con convenios discriminatorios raciales. Un documento de "Condiciones, Pactos y Restricciones", archivado en el Registro del Condado especifica que ninguna parcela de Panorama City podría ser "utilizada u ocupada por cualquier persona cuya sangre no sea enteramente de raza blanca o caucásica." Tales convenios restrictivos, algunos de los cuales a veces limitaban la propiedad a personas "de fe cristiana", eran comunes en muchas comunidades de la época, y a pesar de que eran aplicadas legalmente por el Acto de Derechos Civiles de 1968, todavía pueden ser encontradas en algunas escrituras de propiedad más antiguas. La integración de facto fue acelerada por el Acta de Reinversión Comunitaria de 1977. El crédito asegurado por la CRA fue proporcionado a toda la comunidad, sin consideración de raza o ingresos, provocando que mucha población blanca se trasladase a otras zonas del Valle de San Fernando. Durante el período en que hubo autobuses escolares segregados por razas, Panorama City quedó exento debido a su diversidad.

## Geografía
Panorama City limita con Mission Hills por el norte, con Arleta en el noreste, con Sun Valley en el este, con Valle Glen en el sureste, con Van Nuys en el sur y con North Hills en el oeste.
En su mayoría, la comunidad está formada por una mezcla de pequeñas casas unifamiliares y apartamentos de altura baja.
Lugares notables
El restaurante más antiguo del mundo de la cadena IHOP está localizado en Panorama City, en el 8555 de la Avenida Vesper (CA 91402).
La Sierra Records, que ganó dos Grammys, está localizada en 8632 Van Nuys Blvd, Panorama City, CA 91402
La boutique de Jenni Rivera está localizada dentro de la Plaza Del Valle en 8610 Van Nuys Blvd. Panorama City CA. 91402

## Demografía
El censo de EE. UU. de 2010 contó 69,817 residentes en el código ZIP 91402 de la ciudad. La media de edad era de 30.1 años, y la media de ingresos anuales por hogar era en ese año de 41,467 dólares.

## Parques y recreación
- El Centro Recreativo de Panorama City (Panorama Recreation Center), que también funciona como sucursal del Departamento de Policía de Los Ángeles, tiene un auditorio, un campo de béisbol iluminado, pistas de baloncesto exteriores iluminadas, un área de juegos para niños, una sala comunitaria, un gimnasio interior, mesas de pícnic, y pistas de tenis iluminadas.[6]
- El Centro Recreativo de Sepúlveda (Sepulveda Recreation Center)[7] tiene dos gimnasios interiores, pudiendo ser utilizados ambos como auditorios. El centro también tiene un campo de béisbol iluminado, pistas de baloncesto interiores iluminadas, una zona para juegos infantiles, una sala comunitaria, y pistas de tenis iluminadas.[8] También dispone de una piscina exterior abierta en temporada estival.[8][9]
- El Centro Mid-Valley Senior Citizen dispone de un auditorio, una cocina y un escenario.[10] El edificio era originalmente una Casa de Reposo o sanatorio, pero en julio del año 2000 se convirtió en el centro de mayores que es hoy.[7]

## Gobierno e infraestructura
El Consejo Vecinal de Panorama City, situado en situado en el 14500 de Roscoe Blvd. Suite 425, es una agencia municipal formada por funcionarios electos voluntarios y por funcionarios nombrados. El propósito de este Consejo Vecinal es proporcionar un foro abierto inclusivo para la discusión pública, así como servir como un cuerpo consultivo en asuntos que preocupen a los ciudadanos de Panorama City y en el gobierno de la ciudad de Los Ángeles. El 15 de marzo de 2007 se le reconoció a este organismo un carácter oficial.

### Representación
- 29.º distrito congresional de California — federal.
- 18.º distrito del senado estatal de California
- 46.ª distrito de la asamblea estatal de California
- Distrito de Ayuntamiento de Los Ángeles 6

## Educación
En el año 2000, sólo el 13% de los residentes de Panorama City con 25 años o más tenía un grado de cuatro años, un porcentaje intermedio si se compara con otras localidades del condado. El porcentaje de residentes de la misma edad con menos de un diploma de instituto era alto en comparación con las estadísticas del condado.
Las escuelas dentro de las fronteras de Panorama City son:

### Escuelas públicas
- Instituto de Panorama, 8015 Van Nuys Blvd.[14]
- Liggett Street Elementary School, 9373 Moonbeam Avenue
- Primary Academy for Success, elementary, 9075 Willis Avenue
- Valor Academy Charter, middle, 8755 Woodman Avenue
- Panorama City Elementary School, 8600 Kester Avenue
- Chase Street Elementary School, 14041 Chase Street
- Vista Middle School, 15040 Roscoe Boulevard
- Burton Street Elementary School, 8111 Calhoun Avenue
- Cal Burke High School, continuation, 14630 Lanark Street
- Ranchito Avenue Elementary School, 7940 Ranchito Avenue
- Michelle Obama Elementary School, 8150 Cedros Avenue

### Escuelas privadas

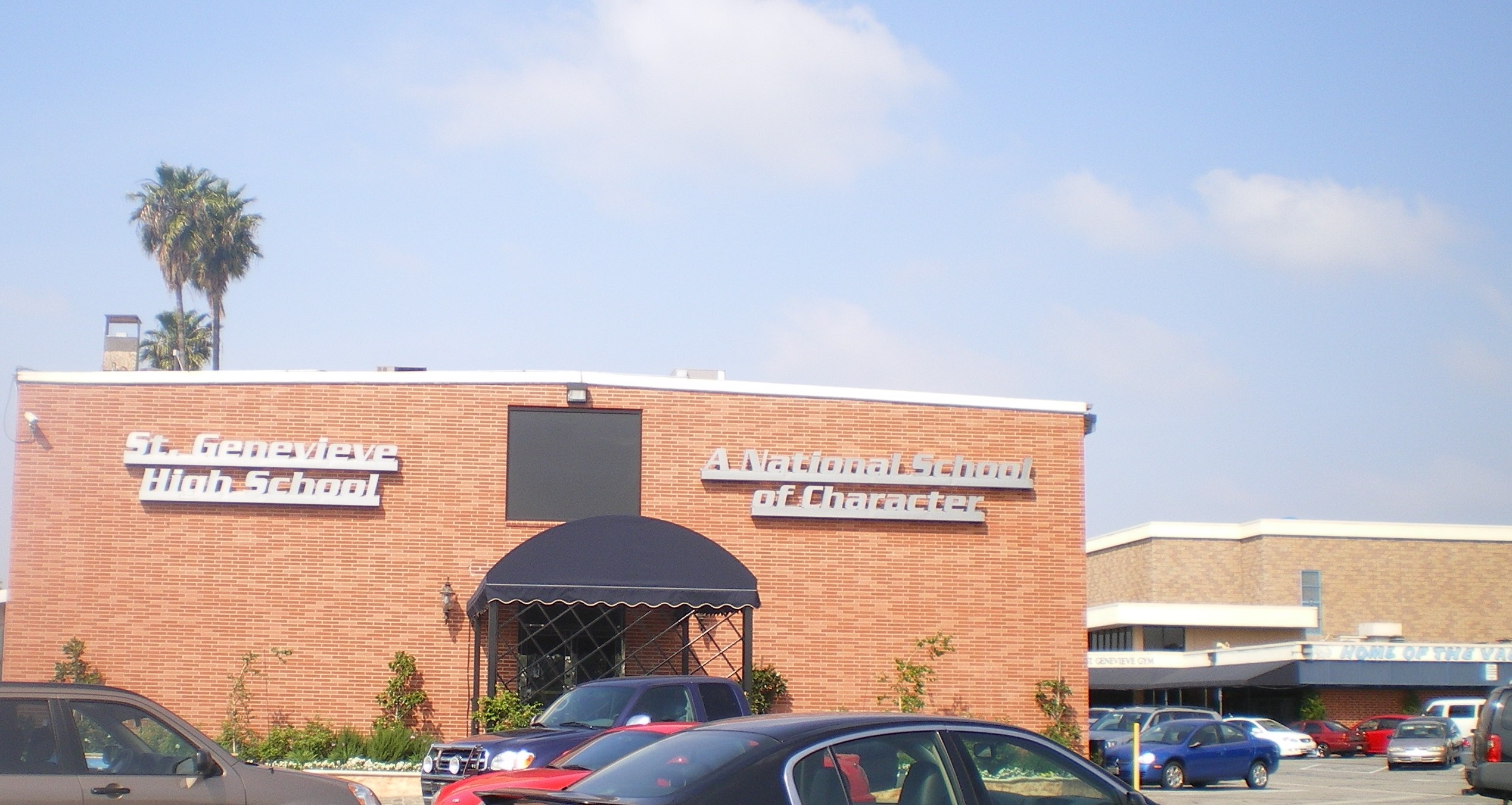
St. Genevieve High School, 2008

- Voces Del Valle Toastmasters Club internacional, Plaza Del Valle Liz Galan Community Room 8610 Van Nuys Blvd., Panorama City CA. 91402
- St. Genevieve Elementary School, 14024 Community Street
- St. Genevieve High School, 13967 Roscoe Boulevard

## Salud
La Compañía de Salud Káiser Permanente tiene un complejo hospitalario y un centro médico en Woodman Ave. y Roscoe Blvd, dando cobertura al centro y el este del Valle de San Fernando. El complejo cubre tres bloques de la ciudad y actúa como un campus médico abierto desde 1963. Mission Community Hospital es un hospital privado con fines de lucro perteneciente a Deanco Healthcare y localizado en Roscoe Blvd. Mission Community Hospital cuenta con una sala de emergencia básica para adultos, servicios quirúrgicos, un hospital psiquiátrico para pacientes internados y servicios médicos para pacientes hospitalizados.